# Marco Uriel
Marco Uriel Fierro Marcen (Puerto Vallarta, 8 de junio de 1967), conocido como Marco Uriel, es un actor mexicano, cuyo debut se dio a través de uno de los mayores éxitos de Televisa en la década de 1990, María Mercedes, participando mediante un rol recurrente desde el episodio inicial, mismo drama que se convertiría en el mayor éxito actoral de la cantante Thalía. 

## Biografía
Marco Uriel comenzó sus primeros pasos estudiando teatro en la preparatoria, recibió una beca para Bakersfield California en los Estados Unidos hasta el regresar a México, fue un modelo para pagar la universidad estudiando comunicación, entrenaba en un comité olímpico y también fue deporte de alto rendimiento entre 5 y 8 horas diarias. Por terminar el teatro universitario, Uriel siguió su carrera en la Televisa donde conoció al recordado comediante, escritor y actor Chespirito.
Tiene una larga trayectoria en programas de televisión y teatro. Entre los más destacados se encuentran: Adictos (temporada 3), Tvmillones, La rosa de Guadalupe, El equipo, Mujer, casos de la vida real y Papá soltero.
Es recordado por sus personajes en telenovelas como Alma de hierro, Las tontas no van al cielo, Cuando me enamoro, Clap, el lugar de tus sueños, Las vías del amor, Vivan los niños, Salomé, Hasta que el dinero nos separe y María Mercedes.
Tras 17 años de matrimonio con la actriz Cecilia Gabriela, ambos anunciaron su ruptura en 2010.
Después de bajar 38 kilos, el actor da pláticas sobre autoestima y escribe un libro sobre superación personal.
En 2011, Emilio Larrosa lo invita a formar parte de la telenovela Dos hogares, en donde da vida a 'Baldomero', un representante de música norteña.
En 2018 participa en la telenovela Hijas de la luna donde por primera vez comparte escena junto a su hermano el también actor Omar Fierro.

## Series de televisión
- Esta historia me suena (2022-2023)[2][3]
- Patricia, una pasión escondida (2020)
- Sin miedo a la verdad (2018) - Fernando (episodio 1, Mirreyes Impunes)
- Hoy voy a cambiar (2017) - Padre de Charito
- El equipo  (2011) - El Míster
- La rosa de Guadalupe (2011-2023)
  - Un corazón completo - Ignacio (2011)
  - La música del amor - Alejandro (2013)
  - Sin hogar - Alfonso (2013)
  - Le llamaban Esclava - Gonzalo (2014)
  - Robar tu corazón - Adolfo (2015)
  - El Segundo Cielo - Román (2015)
  - La familia del año - Everardo (2016)
  - La bestia - Don Alberto (2017)
  - El secreto de nuestro amor - Fernando (2020)
  - La Marca - Arturo Valladares (2020)
  - El Abuelito Moi - Moi (2021)
  - El tesoro - Pulido (2022)
  - Reina sin corona - Alejandro (2023)
  - El recuerdo - Don Esteban (2023)
  - Ser inocente - Rubén (2023)
  - Jaula de acero - Daniel (2024)
- Como dice el dicho (2011-2020)
  - Haces mal, recibe otro tal - Gregorio (2020)
  - Es mejor buscar la fuente que seguir la corriente - César (2018)
  - No me tientes, Satanás - Hans(2015)
  - El que nace barrigón - Arturo (2013)
  - El bien no es conocido - Pablo (2012)
  - Del odio al amor (2011)
- Mujer, casos de la vida real (2001-2005)
  - Negocios sucios (2001)
  - Canto de sirena (2001)
  - Alto riesgo (2002)
  - Niña valiente (2002)
  - Negro arruyo (2002)
  - Licor amargo (2003)
  - Oras de las ciertezas (2003)
  - La custodia (2003)
  - Los destinos (2004)
  - Juegos de Fuego (2004)
  - Domínios del paso (2004)
  - Ventana indiscreta (2005)
  - Síndrome de Munchausen (2005)

## Telenovelas
- 2022 - Mi camino es amarte (Dr. Oscar Villalba)
- 2021-2022 - Mi fortuna es amarte (el Chef Téllez)
- 2021 - Fuego ardiente (Rubén Carmona)
- 2018 - Hijas de la luna (Xavier Oropeza)
- 2016 - Mujeres de negro (Benjamín)
- 2014-2015 - La sombra del pasado - (Uriel Lagos)
- 2013-2014 - Lo que la vida me robó (Efraín Loreto)
- 2012-2013 - Porque el amor manda (Teniente Enrique Suárez)
- 2011- Dos hogares (Baldomero Lagos)
- 2010-2011 - Cuando me enamoro (Dr. Sinaga)
- 2009-2010 - Hasta que el dinero nos separe (Humberto Urdiales)
- 2008 - Las tontas no van al cielo - (Héctor)
- 2007-2008 - Tormenta en el Paraíso
- 2006-2007 - La fea más bella (Oso)
- 2005 - Contra viento y marea (Dr. Barbosa)
- 2004 - Misión S.O.S. (Edor)
- 2004-2006 - Rebelde, 2004 (El Papá de Javier)
- 2003 - Clap, el lugar de tus sueños (Felipe)
- 2002 - Las vías del amor (Bernardo Dueñas)
- 2002 - ¡Vivan los niños! (Diego, padre)
- 2001-2002 - Salomé (Roberto)
- 2001 - La intrusa, (Santiago Islas)
- 2001 - Aventuras en el tiempo (Jefe de Inteligencia)
- 2000 - Carita de ángel (Gerardo Montesinos)
- 2000 - El precio de tu amor (Ignacio)
- 1999 - Cuento de navidad (Taxista)
- 1999 - DKDA (Fernando)
- 1999 - Infierno en el paraíso (Dr. Héctor La Puente)
- 1998 - Rencor apasionado (Arcadio Mendiola)
- 1997 - Esmeralda (Emiliano Valverde) †
- 1997 - Amada enemiga (Emiliano)
- 1995 - La dueña (Ismael)
- 1995 - Bajo un mismo rostro (Marinero espía)
- 1994 - Marimar (Piloto)
- 1993 - Valentina (Pablo)
- 1992 - María Mercedes (Adolfo)

## Reconocimientos

### Premios ACPT
| Año  | Categoría              | Obra          | Resultado |
| ---- | ---------------------- | ------------- | --------- |
| 2008 | Mejor Ensamble Actoral | Doce en Pugna | Ganador   |

### Premios Bravo
| Año  | Categoría                                       | Telenovela         | Resultado |
| ---- | ----------------------------------------------- | ------------------ | --------- |
| 2013 | Mejor Actuación Masculina por Programa Unitario | Como dice el dicho | Ganador   |